# Fontoura Xavier

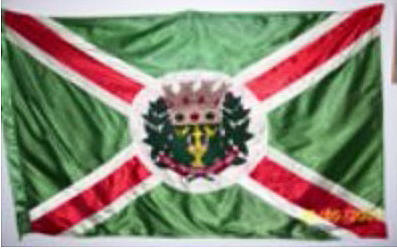
Bandera de Fontoura Xavier

Fontoura Xavier es un municipio brasileño del estado de Rio Grande do Sul.
Se encuentra ubicado a una latitud de 28º58'58" Sur y una longitud de 52º20'45" Oeste, estando a una altitud de 773 metros sobre el nivel del mar. Su población estimada para el año 2004 era de 11.155 habitantes.
Ocupa una superficie de 576,13 km².
- Datos: Q630520
- Multimedia: Fontoura Xavier / Q630520